# Сакська міська рада
Са́кська міська́ ра́да (крим. Saq şeer şurası, рос. Сакский городской совет) — адміністративно-територіальна одиниця та орган місцевого самоврядування у складі Євпаторійського району Автономної Республіки Крим. Адміністративний центр — колишнє місто республіканського значення Саки.

## Загальні відомості
- Територія ради: 28,74 км²
- Населення ради: 23 707 осіб (станом на 1 грудня 2012 року)
- Водоймища на території, підпорядкованій даній раді: Чорне море

Офіційні мови: українська, кримськотатарська, російська

## Населені пункти
Міській раді підпорядковані населені пункти:
- м. Саки (Saq)

На відміну від інших міських рад Криму, до складу яких зазвичай окрім міста-центру входить значне число інших населених пунктів, Сакській міськраді підпорядковується лише місто Саки. Тому терміни «місто Саки» і «територія Сакської міськради» позначають по суті справи одне і теж (на відміну, наприклад, від Алушти та Алуштинської міськради).

## Склад ради
Рада складається з 42 депутатів та голови.
- Голова ради:
- Секретар ради: Гнатюк Сергій Ярославович

### Керівний склад попередніх скликань
| Прізвище, ім'я, по батькові | Основні відомості                                                       | Дата обрання | Дата звільнення |
| --------------------------- | ----------------------------------------------------------------------- | ------------ | --------------- |
| Клюй Олег Васильович        | Міський голова, 1953 року народження, освіта вища, безпартійний         | 26.03.2006   | 31.10.2010      |
| Клюй Олег Васильович        | Міський голова, 1953 року народження, освіта вища, член Партії регіонів | 31.10.2010   | 24.04.2013      |

Примітка: таблиця складена за даними сайту Верховної Ради України

### Депутати
За результатами місцевих виборів 2010 року депутатами ради стали:

#### За суб'єктами висування
| Суб'єкт висування                     | Кількість обраних депутатів | %    |
| ------------------------------------- | --------------------------- | ---- |
| Партія регіонів                       | 32                          | 76,2 |
| Комуністична партія України           | 2                           | 4,8  |
| Партія «Союз»                         | 2                           | 4,8  |
| Політична партія Народний рух України | 2                           | 4,8  |
| Політична партія «Руська єдність»     | 2                           | 4,8  |
| Політична партія «Третя Сила»         | 1                           | 2,4  |
| Політична партія «Трудова Україна»    | 1                           | 2,4  |

#### За округами
| № округу                              | Прізвище, ім'я, по батькові        | Дата визнання обраним | Освіта  | Партійна приналежність                   | Відомості про обраного депутата                                                                 |
| ------------------------------------- | ---------------------------------- | --------------------- | ------- | ---------------------------------------- | ----------------------------------------------------------------------------------------------- |
| Комуністична партія України           |                                    |                       |         |                                          |                                                                                                 |
| б/м                                   | Жоров Миколай Миколайович          | 04.11.2010            | середня | член Комуністичної партії України        | пенсіонер                                                                                       |
| б/м                                   | Бабенко Олена Анатоліївна          | 27.11.2010            | вища    | член Комуністичної партії України        | ТОВ «Саки-Интур», керівник                                                                      |
| Партія регіонів                       |                                    |                       |         |                                          |                                                                                                 |
| б/м                                   | Гнатюк Сергій Ярославович          | 04.11.2010            | середня | член Партії регіонів                     | міська рада, секретар                                                                           |
| б/м                                   | Боровик Тамара Анатоліївна         | 04.11.2010            | вища    | член Партії регіонів                     | пенсіонер                                                                                       |
| б/м                                   | Зіміна Олена Ярославівна           | 04.11.2010            | вища    | член Партії регіонів                     | Сакська середня школа № 1, заступник директора                                                  |
| б/м                                   | Афутін Валерій Вікторович          | 04.11.2010            | середня | член Партії регіонів                     | приватний підприємець                                                                           |
| б/м                                   | Луньов Геннадій Георгійович        | 04.11.2010            | вища    | член Партії регіонів                     | ВАТ «Фортуна», інженер                                                                          |
| б/м                                   | Ільїн Володимир Аркадійович        | 04.11.2010            | вища    | член Партії регіонів                     | ВАТ «ТРИО-2008», керівник                                                                       |
| б/м                                   | Касіян Юрій Миколайович            | 04.11.2010            | вища    | член Партії регіонів                     | приватний підприємець                                                                           |
| б/м                                   | Марінов Микола Миколайович         | 04.11.2010            | вища    | член Партії регіонів                     | Міністерство курортів та туризму АР Крим, заступник міністра                                    |
| б/м                                   | Добрянський Володимир Анатолійович | 04.11.2010            | вища    | член Партії регіонів                     | приватний підприємець                                                                           |
| б/м                                   | Горб В'ячеслав Михайлович          | 04.11.2010            | вища    | член Партії регіонів                     | пенсіонер                                                                                       |
| б/м                                   | Боровіков Андрій Андрійович        | 04.11.2010            | вища    | член Партії регіонів                     | приватний підприємець                                                                           |
| б/м                                   | Козлов Олександр Григорович        | 08.11.2010            | середня | член Партії регіонів                     | приватний підприємець                                                                           |
| 1                                     | Бордуленко Валентина Іванівна      | 04.11.2010            | вища    | член Партії регіонів                     | Сакське РайСТ, керівник відділу ОТ                                                              |
| 2                                     | Іваницький Сергій Олександрович    | 04.11.2010            | вища    | член Партії регіонів                     | міськвиконком, керівник сектора ЖК                                                              |
| 3                                     | Забаштанов Валентин Васильович     | 04.11.2010            | вища    | член Партії регіонів                     | приватний підприємець                                                                           |
| 4                                     | Береснєв Володимир Миколайович     | 04.11.2010            | вища    | член Партії регіонів                     | ТОВ «Фаворіт ВВ», керівник                                                                      |
| 5                                     | Баштовенко Олег Вікторович         | 04.11.2010            | середня | член Партії регіонів                     | приватний підприємець                                                                           |
| 6                                     | Ракоцило Олександр Миколайович     | 04.11.2010            | вища    | член Партії регіонів                     | ВАТ "Санаторій «Полтава Крим», керівник                                                         |
| 7                                     | Власюк Наталя Іванівна             | 04.11.2010            | вища    | член Партії регіонів                     | Сакське РайСТ, заступник голови                                                                 |
| 8                                     | Нікулєнков Ігор Вікторович         | 04.11.2010            | вища    | член Партії регіонів                     | приватний підприємець                                                                           |
| 9                                     | Гребенюк Андрій Вікторович         | 14.02.2011            | вища    | член Партії регіонів                     | ТОВ «НВП Хімтекс», директор                                                                     |
| 10                                    | Мігель Сергій Миколайович          | 04.11.2010            | вища    | член Партії регіонів                     | Сакське управління з експлуатації газового господарства, керівник                               |
| 11                                    | Нагорний Петро Олексійович         | 04.11.2010            | вища    | член Партії регіонів                     | ДП «Спеціалізований спинальний санаторій ім. М. Н. Бурденко» ЗАТ «Укрпрофоздоровниця», керівник |
| 12                                    | Валюшенко Олег Анатолійович        | 04.11.2010            | вища    | член Партії регіонів                     | УТіЗСН, керівник                                                                                |
| 13                                    | Штик Семен Ілліч                   | 04.11.2010            | середня | член Партії регіонів                     | ПП «Вектор», керівник                                                                           |
| 14                                    | Терзіян Валерій Лявонович          | 04.11.2010            | вища    | член Партії регіонів                     | ВКФ «Титан», керівник                                                                           |
| 16                                    | Емірсалієва Зера Авамілівна        | 04.11.2010            | вища    | член Партії регіонів                     | міськвиконком, головний спеціаліст                                                              |
| 17                                    | Гапоненко Олександр Вікторович     | 04.11.2010            | вища    | член Партії регіонів                     | Сакські ТС ТОВ «КримТЕЦ», керівник                                                              |
| 18                                    | Кузін Валерій Іванович             | 04.11.2010            | вища    | член Партії регіонів                     | пенсіонер                                                                                       |
| 19                                    | Сібірцева Наталя Олександрівна     | 04.11.2010            | вища    | член Партії регіонів                     | приватний підприємець                                                                           |
| 20                                    | Гринченко В'ячеслав Анатолійович   | 04.11.2010            | вища    | член Партії регіонів                     | Сакське ТМО, керівник відділення травматології                                                  |
| 21                                    | Грішко Руслана Миколаївна          | 04.11.2010            | вища    | член Партії регіонів                     | ЗАТ «Прогрес», керівник                                                                         |
| Партія «Союз»                         |                                    |                       |         |                                          |                                                                                                 |
| б/м                                   | Алікін Костянтин Борисович         | 04.11.2010            | вища    | член Партії «Союз»                       | відділ по культурі, молоді та спорту Сакської міської ради, заступник начальника                |
| б/м                                   | Литвин Віталій Миколайович         | 04.11.2010            | вища    | член Партії «Союз»                       | приватний підприємець                                                                           |
| Політична партія Народний Рух України |                                    |                       |         |                                          |                                                                                                 |
| б/м                                   | Барашев Ернест Шевкетович          | 04.11.2010            | вища    | член Народного Руху України              | тимчасово не працює                                                                             |
| 15                                    | Сеіт-Аріфов Мустафа Рустемович     | 04.11.2010            | вища    | позапартійний                            | ПП «Граніт», директор                                                                           |
| Політична партія «Руська Єдність»     |                                    |                       |         |                                          |                                                                                                 |
| б/м                                   | Каширін Михайло Михайлович         | 04.11.2010            | вища    | член Політичної партії «Руська Єдність»  | ринок «Атлант», завідувач господарством                                                         |
| б/м                                   | Міна Анатолій Іванович             | 04.11.2010            | вища    | член Політичної партії «Руська Єдність»  | приватний підприємець                                                                           |
| Політична партія «Третя Сила»         |                                    |                       |         |                                          |                                                                                                 |
| б/м                                   | Соколов Олег Олегович              | 04.11.2010            | вища    | член Політичної партії «Третя Сила»      | пенсіонер                                                                                       |
| Політична партія «Трудова Україна»    |                                    |                       |         |                                          |                                                                                                 |
| б/м                                   | Бажина Лідія Іванівна              | 04.11.2010            | вища    | член Політичної партії «Трудова Україна» | ДП МОУ «СЦВКС ім. М. І. Пирогова», заступник генерального директора з МТЗ                       |

## Населення
Розподіл населення за віком та статтю (2001)
| Стать | Всього | До 15 років | 15-24 | 25-44 | 45-64 | 65-85 | Понад 85 |
| --- | ------ | ----------- | ----- | ----- | ----- | ----- | -------- |
| Чоловіки | 12 655 | 2285        | 2009  | 3770  | 3277  | 1270  | 44       |
| Жінки | 15 867 | 2221        | 1926  | 4396  | 4564  | 2564  | 196      |
| \| Статево-вікова піраміда \| Статево-вікова піраміда \| Статево-вікова піраміда \| \| ----------------------- \| ----------------------- \| ----------------------- \| \| Чоловіки \| Вік \| Жінки \| \| 44 \| 85 + \| 196 \| \| 91 \| 80-84 \| 286 \| \| 213 \| 75-79 \| 669 \| \| 486 \| 70-74 \| 875 \| \| 480 \| 65-69 \| 734 \| \| 874 \| 60-64 \| 1350 \| \| 524 \| 55-59 \| 748 \| \| 864 \| 50-54 \| 1215 \| \| 1015 \| 45-49 \| 1251 \| \| 1055 \| 40-44 \| 1266 \| \| 911 \| 35-39 \| 1077 \| \| 889 \| 30-34 \| 1004 \| \| 915 \| 25-29 \| 1049 \| \| 876 \| 20-24 \| 902 \| \| 1133 \| 15-20 \| 1024 \| \| 999 \| 10-14 \| 1011 \| \| 744 \| 5-9 \| 672 \| \| 542 \| 0-4 \| 538 \| |        |             |       |       |       |       |          |
| Статево-вікова піраміда |        |             |       |       |       |       |          |
| Чоловіки | Вік    | Жінки       |       |       |       |       |          |
| 44 | 85 +   | 196         |       |       |       |       |          |
| 91 | 80-84  | 286         |       |       |       |       |          |
| 213 | 75-79  | 669         |       |       |       |       |          |
| 486 | 70-74  | 875         |       |       |       |       |          |
| 480 | 65-69  | 734         |       |       |       |       |          |
| 874 | 60-64  | 1350        |       |       |       |       |          |
| 524 | 55-59  | 748         |       |       |       |       |          |
| 864 | 50-54  | 1215        |       |       |       |       |          |
| 1015 | 45-49  | 1251        |       |       |       |       |          |
| 1055 | 40-44  | 1266        |       |       |       |       |          |
| 911 | 35-39  | 1077        |       |       |       |       |          |
| 889 | 30-34  | 1004        |       |       |       |       |          |
| 915 | 25-29  | 1049        |       |       |       |       |          |
| 876 | 20-24  | 902         |       |       |       |       |          |
| 1133 | 15-20  | 1024        |       |       |       |       |          |
| 999 | 10-14  | 1011        |       |       |       |       |          |
| 744 | 5-9    | 672         |       |       |       |       |          |
| 542 | 0-4    | 538         |       |       |       |       |          |